# Kampfgeschwader 66
La Kampfgeschwader 66 (KG 66) (66e escadron de bombardiers) est une unité de bombardiers de la Luftwaffe pendant la Seconde Guerre mondiale. 

## Opérations
Le KG 66 a opéré sur des bombardiers Dornier Do 217, Junkers Ju 88A/S et 188E.

## Organisation
La structure du Kampfgeschwader 66 est incomplète, seuls sont créés le I. et III. Gruppen, ainsi d'une escadrille de complément l'Ergänzungsstaffel/KG 66

### I. Gruppe
Formé à la fin avril 1943 sur le terrain militaire de Chartres (future base aérienne 122 Chartres-Champhol) à partir du 15./KG 6, équipés de bombardiers Dornier Do 217 et Junkers Ju 88A avec :
Le Stab I., 2. et 3./KG 66 commencent à être formé à Chartres en mai 1943. Le 1./KG 66 est prêt en juillet 1943 et le reste de l'unité en novembre 1943.
Le 4./KG 66 est formé à Avord le 21 octobre 1943, à partir du 2.(Ausb. u. Erp.)/KG 60 et du Erprobungsstaffel 188 sur bombardiers Junkers Ju 188.
Le 25 avril 1944, l'unité est réorganisé : 
- 3./KG 66 devient 6./FAGr.123
- 4./KG 66 devient Ergänzungsstaffel/KG 66.

Un nouveau 3., 4. et 5./KG 66 sont formés à Flensburg(?) à partir du 4., 5. et 6./KG 54, et l'unité possède maintenant 5 staffeln. Le 5./KG 66 est dissous en novembre 1944.
Gruppenkommandeure (Commandant de groupe) :
| Début    | Fin      | Grade | Nom             |
| -------- | -------- | ----- | --------------- |
| Mai 1943 | Mai 1945 | Major | Hermann Schmidt |

### III. Gruppe
Formé le 10 octobre 19344 à Burg à partir du IV./KG 101 équipés de bombardiers composites Mistel avec :
- Stab III./KG 66 à partir du Stab IV./KG 101
- 7./KG 66 à partir du 10./KG 101
- 8./KG 66 à partir du 11./KG 101
- 9./KG 66 à partir du 2. et 12./KG 101

Au début 1944, il est renommé II./KG 200 avec :
- Stab III./KG 66 devient Stab II./KG 200
- 7./KG 66 devient 5./KG 200
- 8./KG 66 devient 6./KG 200
- 9./KG 66 devient 7 et 8./KG 200

Gruppenkommandeure :
| Début        | Fin           | Grade     | Nom                |
| ------------ | ------------- | --------- | ------------------ |
| Octobre 1944 | Novembre 1944 | Hauptmann | Kurt Capesius (en) |

### Ergänzungsstaffel
Formé le 25 avril 1944 à Avord à partir du 4./KG 66, il est transféré à Strausberg le même jour.
Le Erg.St./KG 66 est dissous le 27 septembre 1944.
Staffelkapitäne :
| Début         | Fin               | Grade        | Nom                 |
| ------------- | ----------------- | ------------ | ------------------- |
| 25 avril 1944 | 27 septembre 1944 | Oberleutnant | Hermann Ehrentreich |